# مانافست
کریستوفر اسکات گرین‌وود (زاده ۱۹ ژوئیه ۱۹۷۹)، معروف با نام هنری مانافست، خواننده رپ و راک مسیحی کانادایی اهل پیکرینگ، انتاریو، کانادا است. او چندین بار نامزد جوایز جونو شده است.
پس از یک تصادف اسکیت بورد در سال ۱۹۹۸، گرین وود تمرکز خود را به نوشتن موسیقی تغییر داد. او و خواننده رپ جوساچیل یک گروه هیپ هاپ به نام تحت یک پادشاه راه اندازی کردند. در این مدت، گرینوود از نام مستعار اسکیت باز خود «سریع» به عنوان نام مستعار خود استفاده کرد. در سال ۲۰۰۰، گرینوود نام هنری مانافست را انتخاب کرد و به‌طور مستقل شروع به تولید موسیقی کرد.

## آهنگ‌شناسی
- چیز خودم (۲۰۰۳)
- عیسی (۲۰۰۵)
- شکوه (۲۰۰۶)
- شهروندان فعال (۲۰۰۸)
- تعقیب (۲۰۱۰)
- جنگنده (۲۰۱۲)
- لحظه (۲۰۱۴)
- دوباره متولد شد (۲۰۱۵)
- سنگ‌ها (۲۰۱۷)
- این پایان نیست (۲۰۱۹)[۵]
- من با گرگ‌ها می‌دوم (۲۰۲۲)[۶]